# Amin Nouri
Amin Nouri (Oslo, 10 gennaio 1990) è un calciatore norvegese, difensore del KFUM Oslo.

## Carriera

### Club
Nouri ha iniziato la carriera nelle giovanili del Klemetsrud, per trasferirsi poi in quelle del Vålerenga. Ha esordito, seppure in amichevole, in data 22 marzo 2006, sedicenne, contro gli svedesi del GAIS. Prima di riaffacciarsi alla prima squadra, ha dovuto aspettare due anni: è stato infatti schierato in campo in un'altra amichevole, stavolta con i connazionali del Tromsø, in data 30 gennaio 2008 (ha sostituito Lars Iver Strand).
Nel corso dello stesso anno, Nouri è stato ceduto in prestito al Nybergsund, formazione militante nella 1. divisjon. Ha giocato però soltanto una partita, nella sconfitta in campionato per 3-1 contro l'Haugesund: questa è stata la prima gara ufficiale della sua carriera nei club. È poi tornato al Vålerenga ed ha esordito da titolare nell'incontro disputato all'Ullevaal Stadion contro il Brann, conclusosi con una sconfitta per 0-1. Il 30 luglio 2009 è stato titolare nella sconfitta casalinga in Europa League contro il PAOK: questo match ha segnato quindi il suo debutto nelle coppe europee. Nella seconda metà dell'Eliteserien 2010, si è conquistato un posto fisso in prima squadra.
Il 5 luglio 2011 è stato annunciato il suo trasferimento allo Start, in attesa delle visite mediche. Il debutto in squadra è datato 17 luglio, schierato titolare nella sconfitta per 0-3 in casa dello Strømsgodset. Ha giocato 13 partite in campionato, ma non è riuscito a salvare il club dalla retrocessione. Ha contribuito all'immediata promozione dello Start con 28 presenze. Si è svincolato al termine del campionato 2014.
Il 16 marzo 2015 ha firmato ufficialmente un contratto triennale con il Brann, formazione appena retrocessa nella 1. divisjon. Ha scelto la maglia numero 33. Ha esordito in squadra in data 6 aprile, impiegato da titolare nel pareggio per 1-1 sul campo del Fredrikstad. Il 21 ottobre 2015, in virtù della vittoria del Sogndal sul Kristiansund nel recupero della 27ª giornata di campionato, il Brann ha matematicamente conquistato la promozione in Eliteserien con due giornate d'anticipo sulla fine della stagione. Nouri ha totalizzato 33 presenze in stagione, tra campionato e coppa, senza segnare alcuna rete.
Il 21 dicembre 2017 è stato reso noto il suo ritorno al Vålerenga, a cui si è legato con un contratto quadriennale valido a partire dal 1º gennaio 2018.
Il 14 gennaio 2019 si è trasferito ai belgi dell'Ostenda con la formula del prestito con diritto di riscatto. Ha esordito nella massima divisione locale in data 27 gennaio, schierato titolare nella sconfitta interna per 1-2 subita contro il Bruges.
A fine stagione, l'Ostenda non ha esercitato il proprio diritto di riscatto e Nouri ha fatto così ritorno al Vålerenga per fine prestito.
Il 22 settembre 2020 è passato all'HamKam con la medesima formula.
Il 21 settembre 2021 si è trasferito al Sogndal, a cui si è legato con un contratto valido fino al termine della stagione.
Il 16 aprile 2022 ha fatto ritorno all'HamKam, con un accordo annuale. Il 7 aprile 2023 ha prolungato il contratto per un'altra stagione.
Il 2 febbraio 2024 è approdato al KFUM Oslo, a cui si è legato con un accordo annuale.

### Nazionale
Nouri ha vestito la maglia di tutte le rappresentative giovanili della Norvegia. È stato schierato per la prima volta con la Norvegia under 18 il 4 settembre 2008, quando ha sostituito Daniel Grønning nella sfida contro la Danimarca under 18. Con la Norvegia under 19, invece, ha debuttato il 13 marzo 2008, quando è stato schierato titolare contro la Croazia under 19. Con la Norvegia under 21, infine, ha esordito il 3 marzo 2010, giocando dal primo minuto contro la Svizzera under 21.

## Statistiche

### Presenze e reti nei club
Statistiche aggiornate al 14 febbraio 2024.
| Stagione         | Club             | Campionato       | Campionato | Campionato | Coppe nazionali | Coppe nazionali | Coppe nazionali | Coppe continentali | Coppe continentali | Coppe continentali | Supercoppe | Supercoppe | Supercoppe | Totale | Totale |
| Stagione         | Club             | Comp             | Pres       | Reti       | Comp            | Pres            | Reti            | Comp               | Pres               | Reti               | Comp       | Pres       | Reti       | Pres   | Reti   |
| ---------------- | ---------------- | ---------------- | ---------- | ---------- | --------------- | --------------- | --------------- | ------------------ | ------------------ | ------------------ | ---------- | ---------- | ---------- | ------ | ------ |
| 2006             | Vålerenga        | ES               | 0          | 0          | CN              | 0               | 0               | UCL                | 0                  | 0                  | -          | -          | -          | 0      | 0      |
| 2007             | Vålerenga        | ES               | 0          | 0          | CN              | 0               | 0               | CU                 | 0                  | 0                  | -          | -          | -          | 0      | 0      |
| gen.-ago. 2008   | Nybergsund       | 1D               | 1          | 0          | CN              | 0               | 0               | -                  | -                  | -                  | -          | -          | -          | 1      | 0      |
| ago.-dic. 2008   | Vålerenga        | ES               | 2          | 0          | CN              | 0               | 0               | -                  | -                  | -                  | -          | -          | -          | 2      | 0      |
| 2009             | Vålerenga        | ES               | 20         | 0          | CN              | 5               | 0               | UEL                | 2                  | 0                  | SN         | 0          | 0          | 27     | 0      |
| 2010             | Vålerenga        | ES               | 19         | 0          | CN              | 2               | 0               | -                  | -                  | -                  | -          | -          | -          | 21     | 0      |
| mar.-lug. 2011   | Vålerenga        | ES               | 2          | 0          | CN              | 0               | 0               | UEL                | 0                  | 0                  | -          | -          | -          | 2      | 0      |
| lug.-dic. 2011   | Start            | ES               | 13         | 0          | CN              | 1               | 0               | -                  | -                  | -                  | -          | -          | -          | 14     | 0      |
| 2012             | Start            | 1D               | 28         | 0          | CN              | 4               | 0               | -                  | -                  | -                  | -          | -          | -          | 32     | 0      |
| 2013             | Start            | ES               | 21         | 0          | CN              | 4               | 0               | -                  | -                  | -                  | -          | -          | -          | 25     | 0      |
| 2014             | Start            | ES               | 22         | 1          | CN              | 4               | 0               | -                  | -                  | -                  | -          | -          | -          | 26     | 1      |
| Totale Start     | Totale Start     | Totale Start     | 84         | 1          |                 | 13              | 0               |                    | -                  | -                  |            | -          | -          | 97     | 1      |
| 2015             | Brann            | 1D               | 30         | 0          | CN              | 3               | 0               | -                  | -                  | -                  | -          | -          | -          | 33     | 0      |
| 2016             | Brann            | ES               | 30         | 0          | CN              | 0               | 0               | -                  | -                  | -                  | -          | -          | -          | 30     | 0      |
| 2017             | Brann            | ES               | 27         | 1          | CN              | 3               | 0               | UEL                | 2                  | 0                  | SN         | 1          | 0          | 33     | 1      |
| Totale Brann     | Totale Brann     | Totale Brann     | 87         | 1          |                 | 6               | 0               |                    | 2                  | 0                  |            | 1          | 0          | 96     | 1      |
| 2018             | Vålerenga        | ES               | 30         | 2          | CN              | 4               | 0               | -                  | -                  | -                  | -          | -          | -          | 34     | 2      |
| gen.-giu. 2019   | Ostenda          | D1               | 12         | 0          | CB              | 2               | 0               | -                  | -                  | -                  | -          | -          | -          | 14     | 0      |
| ago.-dic. 2019   | Vålerenga        | ES               | 4          | 0          | CN              | -               | -               | -                  | -                  | -                  | -          | -          | -          | 4      | 0      |
| gen.-set. 2020   | Vålerenga        | ES               | 1          | 0          | -               | -               | -               | -                  | -                  | -                  | -          | -          | -          | 1      | 0      |
| set.-dic. 2020   | HamKam           | 1D               | 15         | 1          | -               | -               | -               | -                  | -                  | -                  | -          | -          | -          | 15     | 1      |
| gen.-set. 2021   | Vålerenga        | ES               | 0          | 0          | CN              | 0               | 0               | -                  | -                  | -                  | -          | -          | -          | 0      | 0      |
| Totale Vålerenga | Totale Vålerenga | Totale Vålerenga | 78         | 2          |                 | 11              | 0               |                    | 2                  | 0                  |            | 0          | 0          | 91     | 2      |
| set.-dic. 2021   | Sogndal          | 1D               | 11+1       | 0          | CN              | 1               | 0               | -                  | -                  | -                  | -          | -          | -          | 13     | 0      |
| apr.-dic. 2022   | HamKam           | ES               | 20         | 1          | CN              | 2               | 1               | -                  | -                  | -                  | -          | -          | -          | 22     | 2      |
| 2023             | HamKam           | ES               | 6          | 0          | CN              | 4               | 0               | -                  | -                  | -                  | -          | -          | -          | 10     | 0      |
| Totale HamKam    | Totale HamKam    | Totale HamKam    | 41         | 2          |                 | 6               | 1               |                    | -                  | -                  |            | -          | -          | 47     | 3      |
| 2024             | KFUM Oslo        | ES               | 0          | 0          | CN              | 0               | 0               | -                  | -                  | -                  | -          | -          | -          | 0      | 0      |
| Totale           | Totale           | Totale           | 314+1      | 6          |                 | 42              | 1               |                    | 4                  | 0                  |            | 1          | 0          | 362    | 7      |

## Palmarès

### Club

#### Competizioni nazionali
- Coppa di Norvegia: 1

Vålerenga: 2008